# Sebastian Kowalczyk (piłkarz)
Sebastian Kowalczyk (ur. 22 sierpnia 1998 w Szczecinie) – polski piłkarz występujący na pozycji pomocnika w amerykańskim klubie Houston Dynamo.

## Kariera klubowa
Swoje pierwsze kroki stawiał w drużynie Salosu Szczecin, skąd przeniósł się do Pogoni. Początkowo występował w drużynach młodzieżowych oraz trzecioligowych rezerwach, a przed sezonem 2016/2017 został włączony do kadry pierwszej drużyny. W Ekstraklasie zadebiutował 1 kwietnia 2017(dts) w wyjazdowym meczu przeciwko Legii Warszawa, zmieniając w końcówce meczu Spasa Delewa.

## Kariera reprezentacyjna
Reprezentował Polskę w klasach wiekowych U-16, U-17, U-20 i U-21. 15 marca 2021 został powołany przez selekcjonera Paulo Sousę do „seniorskiej” reprezentacji Polski na mecze z reprezentacjami Węgier, Andory i Anglii, w której jednak nie zadebiutował.

## Statystyki

### Klubowe
(aktualne na dzień 14 stycznia 2022)
| Klub               | Sezon              | Liga               | Liga  | Liga   | Puchar kraju | Puchar kraju | Europa | Europa | Suma  | Suma   |
| Klub               | Sezon              | Liga               | Mecze | Bramki | Mecze        | Bramki       | Mecze  | Bramki | Mecze | Bramki |
| ------------------ | ------------------ | ------------------ | ----- | ------ | ------------ | ------------ | ------ | ------ | ----- | ------ |
| Pogoń Szczecin     | 2016/2017          | Ekstraklasa        | 5     | 0      | 1            | 0            | –      | –      | 6     | 0      |
| Pogoń Szczecin     | 2017/2018          | Ekstraklasa        | 7     | 0      | 1            | 0            | –      | –      | 7     | 0      |
| Pogoń Szczecin     | 2018/2019          | Ekstraklasa        | 28    | 2      | 1            | 0            | –      | –      | 29    | 2      |
| Pogoń Szczecin     | 2019/2020          | Ekstraklasa        | 35    | 2      | 2            | 0            | –      | –      | 37    | 2      |
| Pogoń Szczecin     | 2020/2021          | Ekstraklasa        | 29    | 3      | 2            | 0            | –      | –      | 31    | 3      |
| Pogoń Szczecin     | 2021/2022          | Ekstraklasa        | 19    | 5      | 1            | 0            | 2      | 0      | 22    | 5      |
| Łącznie w karierze | Łącznie w karierze | Łącznie w karierze | 123   | 12     | 8            | 0            | 2      | 0      | 133   | 12     |

## Sukcesy
Pogoń Szczecin
- III miejsce w Ekstraklasie: 2020/2021, 2021/2022